# Vécio Justo
Vécio Justo (em latim: Vettius Iustus) foi um oficial romano do século IV, ativo no reinado do imperador Constantino (r. 306–337). Era talvez pai do consular Justo e avô de Cereal, Constanciano e da futura imperatriz Justina (r. 370–375). Em 328, foi nomeado cônsul posterior com Flávio Januarino.